# Паче (Ријети)
Паче је насеље у Италији у округу Ријети, региону Лацио.
Према процени из 2011. у насељу је живело 76 становника. Насеље се налази на надморској висини од 826 м.